# Valkyrian från Hårby

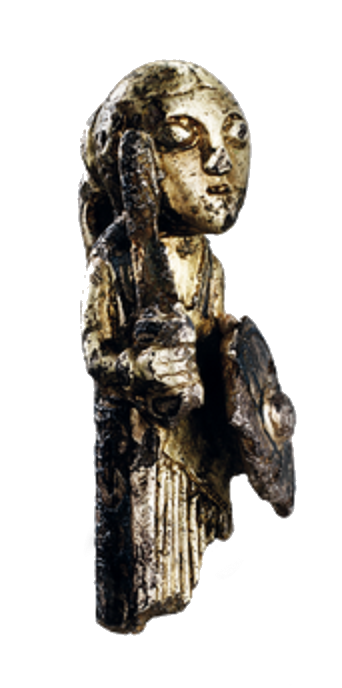
Valkyrian från Hårby.

Valkyrian från Hårby är en  3,4 centimeter hög figurin av förgyllt silver från vikingatiden som hittades år 2012 av en amatörarkeolog på en åker i närheten av Hårby på ön Fyn i Danmark.
Figurinen föreställer en kvinna iförd  en fotsid, mönstrad klänning dekorerad med niello. Hon har stora ögon och en knut i nacken. Kvinnan håller ett svärd i höger hand och en sköld i den vänstra och anses föreställa en valkyria.
Fyndet gjordes med hjälp av  metalldetektor på ett område där man har hittat ett stort antal fynd från järnåldern och tidlig vikingatid. Utgrävningar har visat att flera grophus i området har använts som verkstäder och i avfallshögarna har man hittat smycken som skulle smältas om. Valkyrian har troligen hamnat där av misstag.
Valkyrian från Hårby är unik eftersom hon är tredimensionell. Alla tidigare fynd av smycken med valkyriemotiv har varit tvådimensionella.
Figurinen är utställd på Nationalmuseet i Köpenhamn och i Assens på Fyn finns en två meter hög träskulptur av henne.